# Arlscharte
De Arlscharte is een col in de oostelijke Hohe Tauern, in de Oostenrijkse Centrale Alpen. De Arlscharte vormt een plotse verlaging in de hoofdkam van de Hohe Taueren. De hoofdkam loopt hier gelijk met de grens tussen Salzburg en Karinthië. Ten zuiden van Arlscharte bevindt zich een steile helling die boven het stuwmeer Kölnbreinspeicher uittorent. De pas is via een wandeling vanuit het noorden te bereiken vanuit het Großarltal. Op de helling tussen het stuwmeer en de pas staat de Jägersteighütte.
De gemiddelde hoogte van het gebergte daalt van west naar oost. Wat verder naar het westen ligt de 2414 meter hoge Niederer Tauern. De volgende pas naar het noordoosten is de 2260 meter hoge Murtörl, vijf kilometer verder. De grens tussen Hohe en Niedere Tauern wordt vaak bij deze laatste pas gelegd.
De bedevaart Hüttschlager Männerwallfahrt naar de Monte Lussari in Friuli ging mogelijks over deze pas.